# Titularbistum Isinda
Isinda ist ein Titularbistum der römisch-katholischen Kirche. 
Es geht zurück auf ein untergegangenes Bistum der antiken Stadt Isinda im südwestlichen Kleinasien in der heutigen Türkei und gehörte der Kirchenprovinz Perge an.
| Titularbischöfe von Isinda |                                               |                                                 |                   |                   |
| Nr.                        | Name                                          | Amt                                             | von               | bis               |
| 1                          | Peter Augustine O’Neill                       | emeritierter Bischof von Port-Louis (Mauritius) | 26. November 1909 | 6. November 1911  |
| 2                          | Marcelin-Charles Marty                        | Koadjutorbischof von Nîmes (Frankreich)         | 14. April 1919    | 3. Februar 1921   |
| 3                          | Emanuel-Anatole-Raphaël Chaptal de Chanteloup | Weihbischof in Paris (Frankreich)               | 20. Februar 1922  | 27. Mai 1943      |
| 4                          | Leonardo José Rodriguez Ballón OFM            | Weihbischof in Lima (Peru)                      | 30. Dezember 1943 | 6. Juli 1945      |
| 5                          | Léon-Joseph Suenens                           | Weihbischof in Mecheln (Belgien)                | 12. November 1945 | 24. November 1961 |
| 6                          | Joseph William Regan MM                       | Prälat von Tagum (Philippinen)                  | 1. Februar 1962   | 24. Oktober 1994  |